# Plecoptera lobelia
Plecoptera lobelia är en fjärilsart som beskrevs av Swinhoe 1915. Plecoptera lobelia ingår i släktet Plecoptera och familjen nattflyn. Inga underarter finns listade i Catalogue of Life.